# بوی کوانگ هوی
بوی کوانگ هوی (انگلیسی: Bùi Quang Huy؛ زادهٔ ۲۴ ژوئیهٔ ۱۹۸۲) بازیکن فوتبال اهل ویتنام بود.
از باشگاه‌هایی که در آن بازی کرده است می‌توان به باشگاه فوتبال هایفونگ اشاره کرد.
وی همچنین در تیم‌های ملی فوتبال زیر ۲۳ سال ویتنام و ویتنام بازی کرده است.